# Sumerski jezik
Sumerski jezik (sum. eme-ĝir, eme-gi) bio je jezik drevne mezopotamijske civilizacije Sumera.

## Osobine
Mnoge osobine sumerskog jezika se ne mogu za sada točno odrediti (npr. izgovor) zbog načina na koji je pisan: klinastim pismom koje ne zapisuje vjerno glasove i za koje ne znamo točni izgovor svih simbola.

### Glasovni sustav
Ne postoji pouzdan opis sumerske fonologije, jer nema izvornih govornika. Jedino dvojezični (sumersko-akadski) tekstovi daju neke naznake kako je mogao izgledati fonetski inventar sumerskog.
Sumerski je vjerojatno imao bar ove suglasnike (prikazani tradicionalnom transliteracijom, i uz vjerojatan izgovor):
| transliteracija | b | d | g |  | p  | t  | k  |  | z  | s | š | ḫ |  | r | r̂   | l | m | n | ĝ |
| vjer. izgovor   | p | t | k |  | pʰ | tʰ | kʰ |  | ts | s | š | x |  | r | (?) | l | m | n | ŋ |

Po tome bi sustav bio ovakav (prikazano u tradicionalnoj transliteraciji):
|          | bilabijalni | alveolarni | palatalni | velarni | uvularni | glotalni |
| -------- | ----------- | ---------- | --------- | ------- | -------- | -------- |
| ploziv   | p pʰ        | t tʰ       |           | k kʰ    |          |          |
| frikativ | v           | s, ŕ       | ś         | h?      |          |          |
| slivenik |             | z          | š         |         |          |          |
| nazal    | m           | n          |           | ĝ       |          |          |
| lateral  |             | l, r       |           |         |          |          |

### Pismo
Sumerski jezik se pisao klinastim pismom.

### Gramatika
Sumerski jezik ima dosta složen gramatički sustav. Radi se o ergativnom jeziku.
U sumerskom se razlikuju dva gramatička roda: živo i neživo. Postoji veliki broj padeža – nominativ, ergativ, genitiv, dativ, lokativ, komitativ, ekvativ ("kao"), terminativ ("za"), ablativ ("iz"), itd. (među stručnjacima ne postoji slaganje oko broja padeža).

## Vanjske poveznice
- The Sumerian Language  Arhivirana inačica izvorne stranice od 25. prosinca 2009. (Wayback Machine)

Osim poveznica koje su navedene uz Sumer (naročito stranica o sumerskom (na engleskom) i poveznice na njoj), postoji nekoliko prilično detaljnih pregleda i nekih vrlo specijaliziranih jezikoslovnih članaka o sumerskoj gramatici koje su dostupne na internetu:
- pregled sumerskog na stranici "Electronic Text Corpus of Sumerian literature"  Arhivirana inačica izvorne stranice od 2. rujna 2008. (Wayback Machine), na engleskom
- Sumerisch (Pregled sumerskog kojeg je napisao prof. dr. Kausen, na njemačkom)
- The Life and Death of the Sumerian Language in Comparative Perspective napisao Piotr Michalowski, na engleskom
- Zólyomi Gábor  Arhivirana inačica izvorne stranice od 11. ožujka 2007. (Wayback Machine)
  - sažetak (PDF)
- Cale Johnson  Arhivirana inačica izvorne stranice od 15. travnja 2005. (Wayback Machine)
  - sažetak  Arhivirana inačica izvorne stranice od 18. travnja 2005. (Wayback Machine) (PDF)
- Jarle Ebeling (PDF)
- Graham Cunningham (PDF)
- Sumerian Language Page